# Bullet with Butterfly Wings
Pour les articles homonymes, voir Butterfly.
Singles de The Smashing Pumpkins
Rocket
(1994) 1979
(1996)
Bullet with Butterfly Wings est un single du groupe rock américain The Smashing Pumpkins, extrait de leur troisième album Mellon Collie and the Infinite Sadness. Cette chanson est le premier succès américain du groupe atteignant la 22e place du Billboard Hot 100. Elle passe six semaines à la deuxième place du Billboard Modern Rock Tracks chart et atteint la quatrième place du Billboard Album Rock Tracks chart. Au Canada, la chanson atteint la 18e place du classement des meilleurs singles de RPM et reste quatre semaines à la première place du classement Alternative 30 de RPM, devenant ainsi la chanson rock numéro un en 1995 au Canada. Elle atteint également la première place en Islande pendant une semaine. 
La chanson remporte le Grammy Award de la meilleure performance de hard rock en 1997. Elle est nommée 91e meilleure chanson de hard rock de tous les temps par VH1 en 2009 et se classe 70e sur la liste 2008 des 100 plus grandes chansons à guitare de tous les temps de Rolling Stone. La chanson arrive deuxième au Triple J Hottest 100 en 1995, est ensuite élue 51e au Triple J Hottest 100 de tous les temps en 2009 et se classe 25e au Triple J Hottest 100 des 20 dernières années de 2013.

## Histoire
La chanson a vu le jour lors de l’enregistrement de Siamese Dream en 1993. Billy Corgan explique : « quelque part, j'ai une cassette de nous en 1993, jouant sans cesse la partie world is a vampire ». En 1995 Corgan termine la chanson avec le refrain rat in a cage avec une guitare acoustique durant la session d'enregistrement de Landslide. Les paroles Can you fake it, for just one more show ? font peut-être référence à l'expérience du groupe en tant que tête d'affiche du festival Lollapalooza de 1994, que Corgan appelle « old job »,. Comme dans d'autres parties de l'album, Corgan semble se comparer à Jésus Christ, avec la phrase Jesus was an only son / Tell me I'm the chosen one.

## Vidéo clip

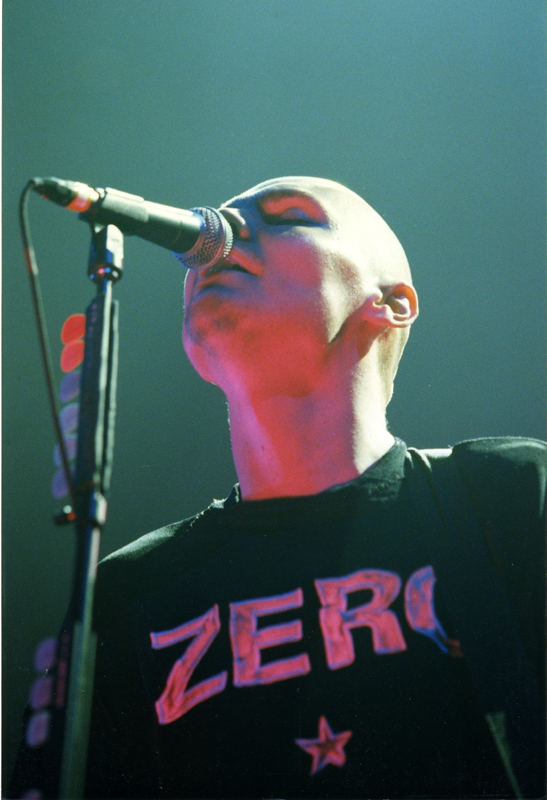
Billy Corgan.

Le tournage du clip se déroule à Los Angeles, en Californie, avec Samuel Bayer comme réalisateur. L'aspect visuel de la vidéo est inspiré par le travail du photographe brésilien Sebastião Salgado sur l'extraction d'or,, tandis que le groupe utilise la vidéo pour lancer sa nouvelle garde-robe glam rock, notamment le t-shirt noir de Billy Corgan avec le mot Zero écrit en argent et le pantalon en argent. La vidéo marque également la dernière apparition filmée de Billy Corgan avant sa décision de se raser la tête,.
Lorsqu'on lui demande pourquoi le groupe avait choisi Bullet pour cette première vidéo, Corgan répond que « la maison de disques avait fait un sondage auprès des clients de K-Mart âgés de 30 à 40 ans et que c'est la chanson qu'ils avaient préférée ». « C'est le spécial lumière bleue » déclare Jimmy Chamberlin,, bien qu'il soit probable, dans le contexte de l'interview, que ces déclarations soient des plaisanteries.

## Liste des titres
Version originale
1. Bullet with Butterfly Wings
2. ... Said Sadly

Version du coffret The Aeroplane Flies High
1. Bullet with Butterfly Wings
2. ... Said Sadly
3. You're All I've Got Tonight
4. Clones (We're All)
5. A Night Like This
6. Destination Unknown
7. Dreaming

## Hit parade
| Hit-parade (1995–1996)              | meilleure position |
| ----------------------------------- | ------------------ |
| Australie (ARIA)                    | 19                 |
| Canada (Top Singles)                | 18                 |
| Canada (Rock/Alternative)           | 1                  |
| Europe (Eurochart Hot 100)          | 66                 |
| France (SNEP)                       | 17                 |
| Icelande (Íslenski Listinn Topp 40) | 1                  |
| Irlande (Irish Singles Chart)       | 18                 |
| Nouvelle-Zélande (RMNZ)             | 41                 |
| Écosse (OCC)                        | 21                 |
| Royaume-Uni (UK Singles Chart)      | 20                 |
| États-Unis (Hot 100)                | 22                 |
| États-Unis (Alternative Songs)      | 2                  |
| États-Unis (Mainstream Rock)        | 4                  |